# Ryuga Suzuki
Ryuga Suzuki (鈴木 隆雅 Suzuki Ryuga?, nacido el 28 de febrero de 1994 en Miyagi) es un futbolista japonés que se desempeña como delantero.

## Trayectoria

### Clubes
| Club             | País  | Año         |
| ---------------- | ----- | ----------- |
| Kashima Antlers  | Japón | 2012 - 2015 |
| JEF United Chiba | Japón | 2013        |
| Tochigi SC       | Japón | 2014        |
| Ehime FC         | Japón | 2016 - 2017 |

## Estadística de carrera

### J. League
| Club             | Año   | J. League | J. League | Copa J. League | Copa J. League | Total | Total |
| Club             | Año   | Part.     | Goles     | Part.          | Goles          | Part. | Goles |
| ---------------- | ----- | --------- | --------- | -------------- | -------------- | ----- | ----- |
| Kashima Antlers  | 2012  | 0         | 0         | 0              | 0              | 0     | 0     |
| JEF United Chiba | 2013  | 2         | 0         | -              | -              | 2     | 0     |
| Tochigi SC       | 2014  | 10        | 0         | -              | -              | 10    | 0     |
| Kashima Antlers  | 2015  | 2         | 0         | 0              | 0              | 2     | 0     |
| Ehime FC         | 2016  | 10        | 1         | -              | -              | 10    | 1     |
| Ehime FC         | 2017  | 8         | 0         | -              | -              | 8     | 0     |
| Total            | Total | 32        | 1         | 0              | 0              | 32    | 1     |

## Palmarés

### Títulos nacionales
| Título         | Club            | País  | Año  |
| -------------- | --------------- | ----- | ---- |
| Copa J. League | Kashima Antlers | Japón | 2012 |
| Copa J. League | Kashima Antlers | Japón | 2015 |